# Rhantus cheesmanae
Rhantus cheesmanae är en skalbaggsart som beskrevs av Michael Balke 1993. Rhantus cheesmanae ingår i släktet Rhantus och familjen dykare. Inga underarter finns listade i Catalogue of Life.